# Boxe nos Jogos Pan-Americanos de 2019 - Peso meio-médio
A categoria até 69 kg ou meio-médio do boxe nos Jogos Pan-Americanos de 2019, foi disputada entre 28 e 1 de agosto na Villa Desportiva Regional de Callao, no Coliseu Miguel Grau.

## Calendário
Horário local (UTC-5).
| Data        | Horário | Fase             |
| ----------- | ------- | ---------------- |
| 28 de julho | 14:00   | Quartas-de-final |
| 30 de julho | 13:00   | Semifinal        |
| 1 de agosto | 19:00   | Final            |

## Medalhistas
| Ouro   | CUB Roniel Iglesias                     |
| Prata  | DOM Rohan Polanco                       |
| Bronze | USA Delante Johnson VEN Gabriel Maestre |

## Resultados
Os resultados foram os seguintes. 

### Chave
|  | Quartas de final     | Quartas de final     | Quartas de final |  |  | Semifinal           | Semifinal           | Semifinal         |   |                     | Final               | Final | Final |
|  |                      |                      |                  |  |  |                     |                     |                   |   |                     |                     |       |       |
|  | CUB Roniel Iglesias  | CUB Roniel Iglesias  | 5                |  |  |                     |                     |                   |   |                     |                     |       |       |
|  | NCA Jimmy Brenes     | NCA Jimmy Brenes     | 0                |  |  | CUB Roniel Iglesias | CUB Roniel Iglesias | 4                 |   |                     |                     |       |       |
|  | USA Delante Johnson  | USA Delante Johnson  | 4                |  |  | USA Delante Johnson | USA Delante Johnson | 1                 |   |                     |                     |       |       |
|  | COL Alexander Rangel | COL Alexander Rangel | 1                |  |  |                     |                     |                   |   | CUB Roniel Iglesias | CUB Roniel Iglesias | 3     |       |
|  | TRI Tyron Thomas     | TRI Tyron Thomas     | 0                |  |  |                     | DOM Rohan Polanco   | DOM Rohan Polanco | 2 |                     |                     |       |       |
|  | DOM Rohan Polanco    | DOM Rohan Polanco    | 5                |  |  | DOM Rohan Polanco   | DOM Rohan Polanco   | 5                 |   |                     |                     |       |       |
|  | PER Luis Miranda     | PER Luis Miranda     | 0                |  |  | VEN Gabriel Maestre | VEN Gabriel Maestre | 0                 |   |                     |                     |       |       |
|  | VEN Gabriel Maestre  | VEN Gabriel Maestre  | 5                |  |  |                     |                     |                   |   |                     |                     |       |       |
|  |                      |                      |                  |  |  |                     |                     |                   |   |                     |                     |       |       |
|  |                      |                      |                  |  |  |                     |                     |                   |   |                     |                     |       |       |